# U-Bahnhof Eisenacher Straße

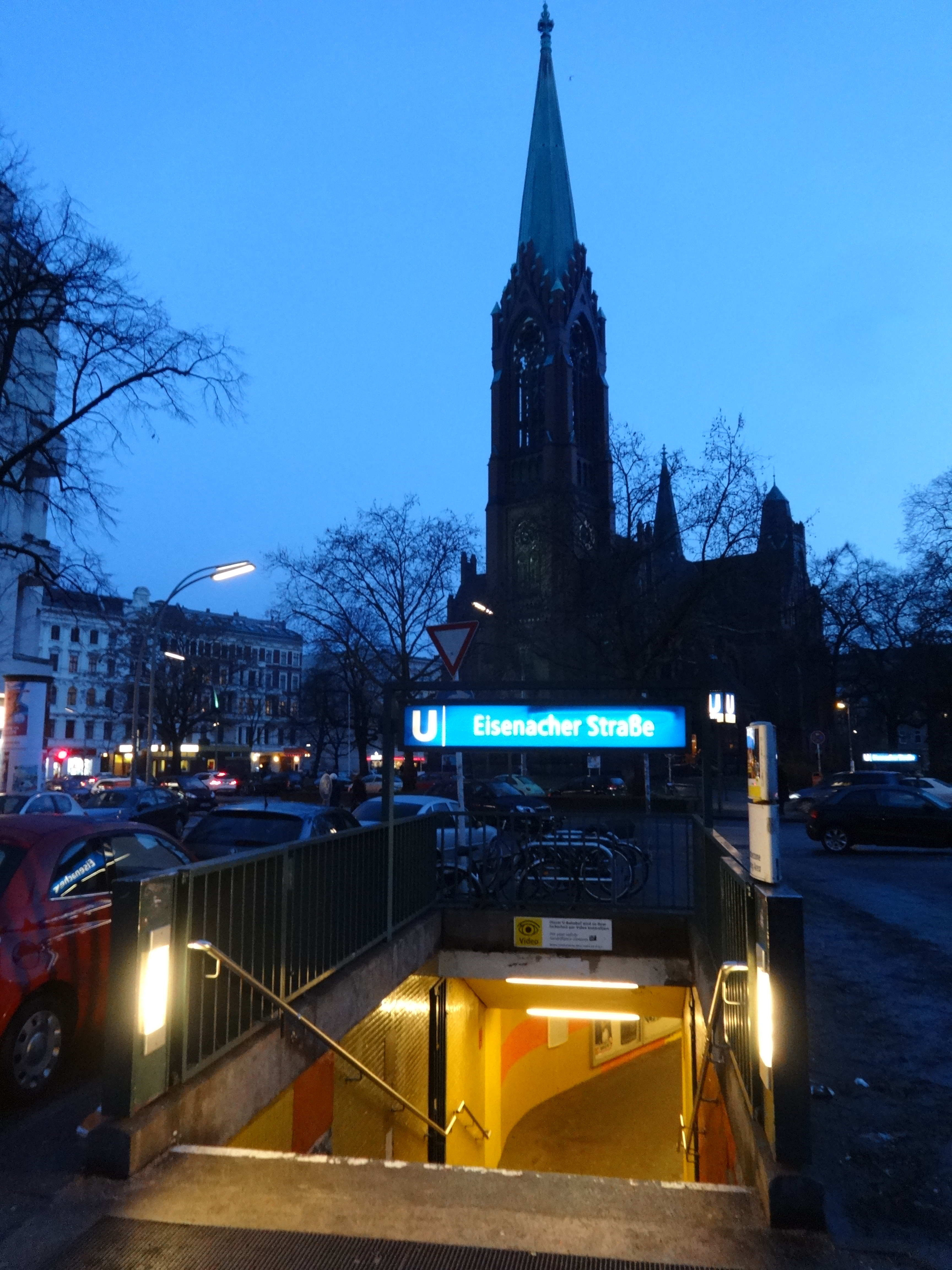
Bahnhofseingang in der Grunewaldstraße (im Hintergrund Apostel-Paulus-Kirche)

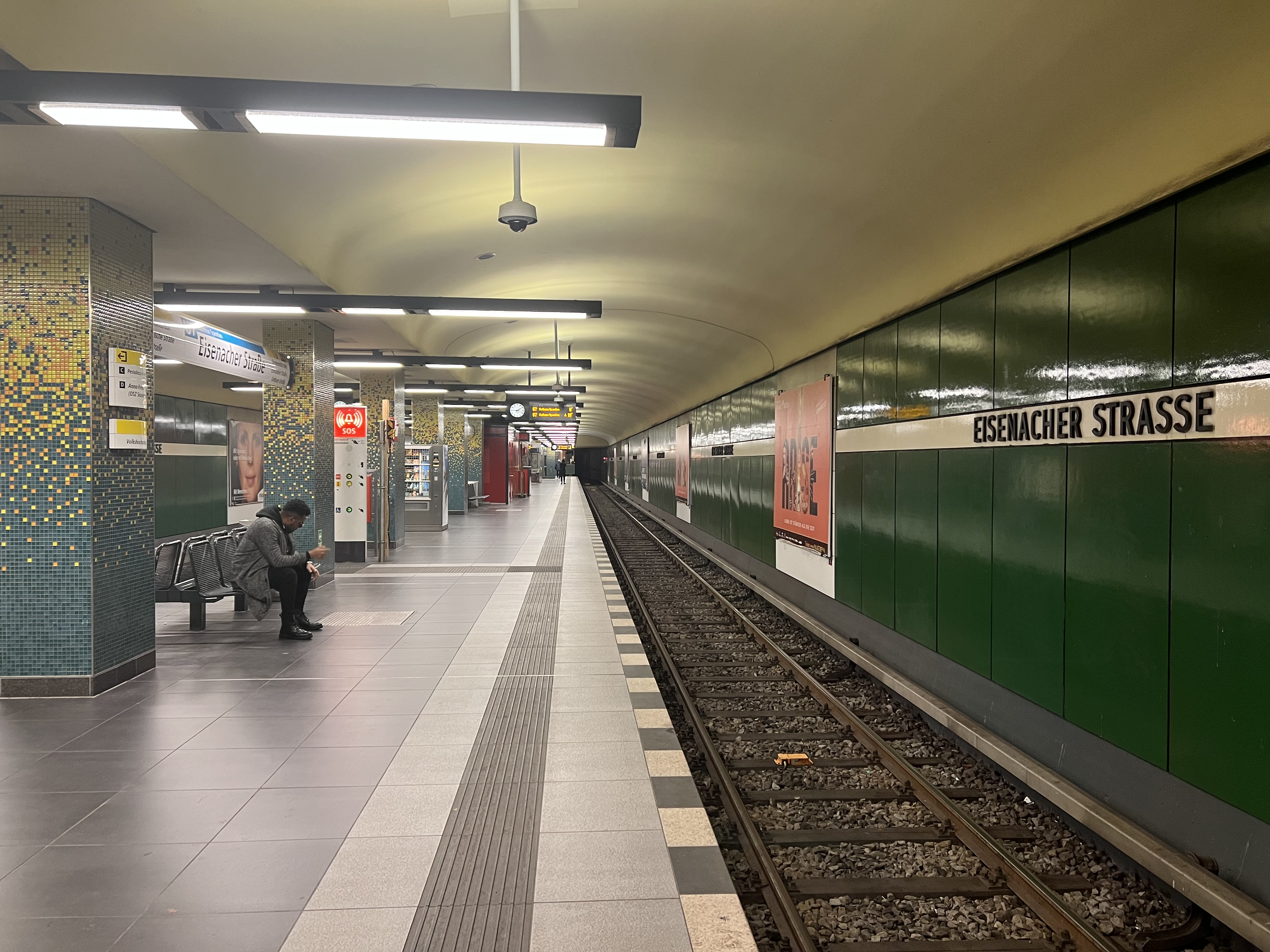
Bahnsteig

Der U-Bahnhof Eisenacher Straße ist eine Station der Linie U7 der Berliner U-Bahn. Er liegt an der Kreuzung Grunewald- / Eisenacher Straße im Ortsteil Schöneberg. Der Bahnhof wird im Bahnhofsverzeichnis der BVG unter Ei geführt.
Der Bahnhof entstand zwischen 1968 und 1970 nach Plänen Rainer G. Rümmlers im Zuge der ersten Nordwest-Verlängerung der U7 und wurde am 29. Januar 1971 eröffnet. Die Wände sind mit grünen Eternitplatten verkleidet, die Stützen sind gelb verfliest. Die grüne Farbe soll an die thüringische Stadt Eisenach und den sich dort anschließenden Thüringer Wald erinnern. Die Gestaltung ähnelt damit dem zur gleichen Zeit entstandenen und ebenfalls von Rümmler gestalteten U-Bahnhöfen Bayerischer Platz und Walther-Schreiber-Platz (Linie U9).
Ende 2018 wurde der Bahnhof zusammen mit zwölf weiteren Stationen als Zeitzeuge für den West-Berliner U-Bahn-Bau der 1960er und 1970er Jahre unter Denkmalschutz gestellt.
Seit dem 11. August 2020 ist die Station durch einen Aufzug barrierefrei zugänglich. Die Kosten hierfür beliefen sich auf rund 2,8 Millionen Euro. Weiterhin wurden Bodenbelag und Bahnsteigkanten erneuert sowie ein Blindenleitsystem eingebaut.

## Anbindung
| Linie | Verlauf |
| ----- | --- |
|       | Rathaus Spandau – Altstadt Spandau – Zitadelle – Haselhorst – Paulsternstraße – Rohrdamm – Siemensdamm – Halemweg – Jakob-Kaiser-Platz – Jungfernheide – Mierendorffplatz – Richard-Wagner-Platz – Bismarckstraße – Wilmersdorfer Straße – Adenauerplatz – Konstanzer Straße – Fehrbelliner Platz – Blissestraße – Berliner Straße – Bayerischer Platz – Eisenacher Straße – Kleistpark – Yorckstraße – Möckernbrücke – Mehringdamm – Gneisenaustraße – Südstern – Hermannplatz – Rathaus Neukölln – Karl-Marx-Straße – Neukölln – Grenzallee – Blaschkoallee – Parchimer Allee – Britz-Süd – Johannisthaler Chaussee – Lipschitzallee – Wutzkyallee – Zwickauer Damm – Rudow |

Am U-Bahnhof besteht keine Umsteigemöglichkeit zu anderen Linien des Berliner Nahverkehrs.